# Friedrich Hartjenstein
Friedrich Hartjenstein (3. srpna 1905, Piene – 20. října 1954 Metz) byl německý důstojník Waffen-SS a válečný zločinec. Nejznámější je díky svému působení jako velitel koncentračního tábora Auschwitz II (Birkenau) v letech 1943–1944. Během své služby u Waffen-SS dosáhl hodnosti SS-Obersturmbannführer (podplukovník).

## Mládí a počátky vojenské kariéry
Friedrich Hartjenstein se narodil 3. srpna roku 1905 v dolnosaském městě Piene jako nejstarší syn místního ševce, Friedricha Hartjensteina staršího a jeho ženy Else (rozená Reubock). V roce 1912 nastoupil na místní základní školu, z níž přešel v roce 1920 na místní reálné gymnázium, kde o dva roky později odmaturoval.
Následně začal pracovat v zemědělství, kde se živil jako správce zboží. Hartjenstein se následně rozhodl vstoupit v polovině prosince roku 1926 do Reichswehru, kde byl zařazen jako vojín k 16. rotě od 17. pěšího pluku (Infanterie-Regiments Nr. 17). V tu dobu spadal pluk pod 6. divizi generálporučíka Leopolda von Lebedura a jeho rota byla umístěna ve městě Celle. K počátku října následujícího roku byl Hartjenstein převelen k 2. rotě od svého pluku do Braunschweigu.
Zde strávil následující dva roky a bylo rozhodnuto jeho nadřízenými, že bude zařazen do plukovního ročního poddůstojnického výcviku v Celle. Po jeho dokončení se Hartjenstein vrátil zpět ke své 2. rotě do Braunschweigu a na jaře roku 1931 byl povýšen do hodnosti desátníka (Unteroffizier). Následující roky stoupal Hartjenstein rychle po služebním žebříčku a k počátku října roku 1934 dosáhl hodnosti nadrotmistra (Oberfeldwebel).
V polovině prosince roku 1935 byl Hartjenstein přeložen v rámci armády k jezdectvu, kde byl se svojí původní hodností zařazen jako nadrotmistr jezdectva (Oberwachtmeister) ke 4. jízdnímu střeleckému pluku (Kavallerie-Schützen-Regiment 4). V téže roce si 5. ledna vzal za ženu svojí snoubenku Auguste Eckhardtovou.
Následně během roku 1938 absolvoval školící kurz na armádní odborné škole pro vojenskou správu a hospodaření v Iserlohe, po jehož dokončení byl v prosinci téhož roku povýšen do hodnosti poručíka v záloze (Leutnant der Reserve) a následně z armády propuštěn.

## Druhá světová válka

### Služba na frontě
Hartjenstein se k počátku ledna následujícího roku rozhodl vstoupit do Waffen-SS, kde byl s hodností SS-Oberscharführer (nadrotmistr SS) zařazen ke SS-Totenkopfverbände. Jeho prvním služebním postem se mu stal 2. pluk SS „Brandenburg“ (SS-Totenkopfstandarte „Brandenburg“) pod velením SS-Standartenführera Paula Nostitze. Zde byl za nedlouho povýšen do hodnosti SS-Obersturmführera (nadporučík SS) a převzal velení 10. roty. S tímto plukem se následně zúčastnil tažení v Polsku v září roku 1939. Zde jednotka sloužila k odchytávání zbloudilých vojáků polské armády, ale také k terorizování a vraždění polské inteligence, kněží, židů a politických představitelů.
K počátku listopadu roku 1939 byla vytvořena bojová divize SS „Totenkopf“ pod velením SS-Gruppenführera Theodora Eickeho a právě pluk SS „Brandenburg“, kde Hartjenstein sloužil byl použit k vytvoření 2. pěšího pluku SS (SS-Totenkopf-Infanterie-Regiment 2) z této divize. Hartjenstein byl zařazen ke 14. rotě, která byla specializovaná na protitankový boj.
V létě následujícího roku se divize SS „Totenkopf“ zapojila do západního tažení, avšak ze začátku jen jako záložní jednotka. Brzy však byla odvelena na frontu a zúčastnila se pod velením SS-Standartenführera Heinze Bertlinga bojů v Belgii. Hartjenstein si za velení své roty vysloužil za zásluhy Železný kříž II. třídy.
K počátku června roku 1940 byl ve velení roty vystřídán a následně převelen do štábu divize, která dostala rozkazy k přesunu na východní frontu. Zde byl v polovině ledna následujícího roku Hartjenstein jmenován velitelem obranného perimetru štábu celé divize SS Totenkopf. Ve funkci zůstal necelé dva měsíce a poté byl jmenován velitelem zásobování divize, kde nahradil SS-Obersturmbannführera Ericha Tschimpkeho. Za tuto službu obdržel také Hartjenstein později Železný kříž I. třídy a následně byl převelen ke 3. pěšímu pluku SS (SS-Totenkopf-Infanterie-Regiments 3) ze své divize, kde byl jmenován velitelem I. praporu. K počátku listopadu roku 1941 byl pak povýšen do hodnosti SS-Sturmbannführera (major SS).
Divize poté bojovala dále na východní frontě pod velením Skupiny armád Sever a účastnila se útoku na Lenningrad. Následně se Hartjenstein dostal se svým praporem a zároveň i celou divizí SS „Totenkopf“ a dalšími německými jednotkami do obklíčení v Děmjanské kapse a bojoval zde až do srpna roku 1942, kdy byl letecky dopraven do Německa.

### Služba v koncentračním táboře
K 1. září byl Hartjenstein přidělen ke správnímu a hospodářskému úřadu SS (SS-Wirtschafts- und Verwaltungshauptamt) generála SS Oswalda Pohla, který měl mj. na starost i správu koncentračních táborů. Zde bylo rozhodnuto, že bude dále zařazen ke skupině úřadů D (Amstgruppe D) SS-Brigadeführera Richarda Glückse, který se konkrétně zabýval veškerými záležitostmi ohledně koncentračních táborů.
Nejprve působil v koncentračním táboře Sachsenhausen, v roce 1939 byl velitelem posádky SS v pracovním táboře Niedernhagen-Wewelsburg. V letech 1940–1942 sloužil v SS-Totenkopf, mj. se také účastnil bojů na východní frontě. 1. září 1942 byl převelen na Inspektorát koncentračních táborů (Inspektorat des Konzentrationslager), kde byl velitelem batalionu táborových stráží (Führer des SS-Totenkopfbataillon). Po přeložení do Birkenau působil nejprve ve funkci velitele posádky SS a později jako velitel Auschwitz II (od 22. listopadu 1943 do 15. května 1944). Poté byl převelen na stejnou funkci do KL Natzweiler-Struthof, kterou zastával do 27. února 1945. Do konce války pak byl velitelem cvičných pluků SS.

## Poválečný osud
Na konci války byl Hartjenstein zajat britskými jednotkami a následující rok strávil v zajetí. Dne 1. června 1946 byl odsouzen válečným tribunálem ve Wuppertalu k doživotnímu trestu odnětí svobody za popravu čtyř členů hnutí odporu. Za necelý týden byl ovšem znovu souzen, neboť bylo zjištěno, že dal rozkaz k popravě válečného zajatce, příslušníka britského královského letectva. V tomto případě byl odsouzen k trestu smrti zastřelením.
Následně byl ale vznesen požadavek od francouzské jurisdikce na vydání. Zde byl Hartjenstein souzen za zločiny spáchané během své služby jako velitel koncentračního tábora Natzweiler-Struthof na severovýchodě Francie. I v tomto případě byl vynesen rozsudek trestu smrti, avšak k samotné popravě nedošlo, neboť Friedrich Hartjenstein utrpěl 20. října roku 1954 infarkt, na jehož následky ve věznici v Metách zemřel.

## Shrnutí vojenské kariéry

### Data povýšení
- Soldat – 15. prosinec, 1926
- Gefreiter – 1930
- Unteroffizier – 1. březen, 1931
- Unterfeldwebel – 1. březen, 1933
- Feldwebel – 1. duben, 1934
- Oberfeldwebel – 1. říjen, 1934
- Oberwachtmeister – 14. prosinec, 1935
- Leutnant der Reserve – 14. prosinec, 1938
- SS-Oberscharführer – 5. leden, 1939
- SS-Untersturmführer – 30. leden, 1939
- SS-Obersturmführer – 1. květen, 1939
- SS-Hauptsturmführer – 1. březen, 1940
- SS-Sturmbannführer – 9. listopad, 1941
- SS-Obersturmbannführer – 5. listopad, 1944

### Vyznamenání
- Železný kříž I. třídy – 1941
- Železný kříž II. třídy – 31. květen, 1940
- Válečný záslužný kříž II. třídy s meči
- Medaile za východní frontu
- Útočný odznak pěchoty v bronzu
- Děmjanský štít – 31. prosinec, 1943
- Medaile za záchranu života v bronzu
- Německý říšský sportovní odznak ve stříbře
- Totenkopfring – 21. červen, 1943
- |  Služební vyznamenání Wehrmachtu IV. a III. třídy